# Dakos
Il dakos (ντάκος in greco), chiamato anche koukouvagia (κουκουβάγια) o paximadi (παξιμάδι), è un piatto tradizionale greco tipico dell'isola di Creta, in genere servito come antipasto. Trattasi di una bruschetta che, dopo essere stata strofinata con pomodoro, olio, sale e origano selvatico essiccato, viene condita con feta o myzīthra e, se desiderati, olive nere, capperi e pepe nero. Sono consigliati i dakos a base di farina d'orzo e di forma rettangolare.